# Sentència
Dins del món jurídic, una sentència és la resolució dictada per un jutge o tribunal que decideix definitivament un plet. La sentència declara o reconeix el dret o raó d'una de les parts litigants, obligant l'altra a complir-la. En dret penal, la sentència d'un tribunal absol o condemna l'acusat, imposant-li la pena corresponent. S'anomena també sentència el document que recull aquesta resolució.
Una sentència constitueix l'últim acte explícit d'un procés regit per un jutge, així com l'acte simbòlic principal relacionat amb la seva funció. La sentència generalment pot incloure un decret d'empresonament, una multa i/o altres càstigs contra un acusat condemnat per un delicte. Les persones empresonades per delictes múltiples solen complir una pena concurrent (en què el període d'empresonament equival a la durada de la pena més llarga quan totes les sentències es compleixen juntes al mateix temps), mentre que altres compleixen la pena consecutiva (en què el període d'empresonament és igual a la suma de totes les sentències complertes seqüencialment, o una després de l'altra). les sentències addicionals inclouen les de tipus intermedi, que permeten a un reclús estar en llibertat durant unes 8 hores al dia per motius de treball; les de tipus determinat, que es fixen en un nombre de dies, mesos o anys; i les de tipus indeterminat o bifurcat, que exigeixen que el període mínim es compleixi en un entorn institucional com una presó, seguit d'un «temps al carrer», és a dir, un període de llibertat supervisada o de llibertat condicional fins que s'hagi complert la sentència total. Aquests tipus de 'llibertat controlada' són una mesura alternativa a una pena privativa de llibertat, com la presó o l'arrest domiciliari, i que és possible imposar a la sentència quan es compleixen certs requisits establerts en la llei, que li permet al condemnat per un delicte complir la seva sanció penal en llibertat, encara que subjecte a certes obligacions o sota certes condicions, per exemple, no cometre nous delictes o faltes. en cas d'incomplir aquestes condicions, la persona a la qual es li ha concedit la llibertat condicional ha de complir la seva condemna a la presó.
Si una sentència es redueix a un càstig menys sever, llavors es diu que la sentència ha estat "mitigada" o "commutada". Rares vegades (depenent de les circumstàncies), els càrrecs de assassinat són "mitigats" i reduïts a càrrecs d'homicidi. No obstant això, en certs sistemes legals, un acusat pot ser castigat més enllà dels termes de la sentència (per exemple, estigma social, pèrdua de beneficis governamentals, o col·lectivament, les conseqüències col·laterals de càrrecs criminals).
Les lleis generalment especifiquen les penes més altes que es poden imposar per certs delictes, i les pautes o directrius de sentència sovint marquen les penes mínimes i màximes de presó que es poden imposar a un delinqüent, que després es deixen a la discreció del tribunal de primera instància. No obstant això, en algunes jurisdiccions, els fiscals tenen una gran influència sobre les penes efectivament imposades, en virtut de la seva discreció per decidir de quins delictes acusar el delinqüent i de quins fets intentaran provar o demanar a l'acusat que ho estipuli en un acord de declaració de culpabilitat. S'ha argumentat que els legisladors tenen un incentiu per promulgar sentències més dures que les que els agradaria que s'apliquessin al típic acusat, ja que reconeixen que la culpa d'un rang de sentències inadequat per gestionar un crim particularment atroç recauria en els legisladors, però la culpa per càstigs excessius recauria en els fiscals.
La llei de sentències a vegades inclou penes molt més dures de l'habitual quan s'apliquen certs fets. Per exemple, la llei penal estatunidenca contra els crims reiterats fets amb armes de foc o la llei contra els delinqüents habituals, poden sotmetre a un acusat a un augment significatiu de la seva condemna si comet un tercer delicte d'aquest tipus.

## Història
El primer ús d'aquesta paraula amb aquest significat va ser en el dret romà, on indicava l'opinió d'un jurista sobre una pregunta donada, expressada en respostes escrites o orals. També era l'opinió dels  senadors (que es va traduir en el senatus consultus). Finalment, va ser també la decisió de l'òrgan que jutja (tant en judicis civils com penals), així com la decisió dels àrbitres (al arbitratge).
En els sistemes llatins moderns la sentència és principalment l'acte final de qualsevol procediment en el qual un jutge, o més generalment un òrgan, es cridat a expressar la seva avaluació, per tant pot ser emesa pràcticament en qualsevol camp del dret que requereixi una funció d'avaluació d'alguna cosa per un òrgan.

## Estructura[8]
En primer lloc, es troba el nom de l'òrgan judicial que formula la sentència. S'identifiquen l'adreça, l'assumpte i les parts demandants. Tot seguit, s'identifica el nom del jutge o jutgessa que s'encarrega de la seva execució i la data on es dona la demanda de la sentència i la seva discussió. Després s'exposen els fets discutibles per les dues parts, els fets provats, els raonaments jurídics i la decisió. Per acabar, es conclou en la fórmula final i es tanca amb la signatura del jutge.
-Fets: consignació de les pretensions de les parts i els fets que les fonamenten, així com el procés que ha seguit la causa.
-Fets provats (opcional): aquesta part deixa constància dels fets que el jutge considera demostrats i que són els que constitueixen l'objecte de la causa. També, en cas que es faci constar, s'han de constatar les proves practicades (enteses com a investigació) que justifiquen els fets.
-Raonaments jurídics o fonaments de dret: comentari de qüestions de dret demanades per les parts i que el jutge consideri pertinents al cas.
-Decisió: és la part que resol el document. S'hi tracten diverses qüestions, i és recomanable tractar l'apartat amb l'encapçalament Decideixo o Decidim.

## Classificació
Les sentències es classifiquen de diverses maneres depenent de
- El camp legal, o el tipus d'acció, o el sistema a què es refereix:
  - civil, penal, administratiu, canònic, ...., sentencia.
  - sentències de mera autorització, de condemna, de constitució.
- L'òrgan emissor (normalment un jutge monocràtic o un tribunal, o altres figures que reben una legitimació del sistema).
- La jurisdicció i la competència legal: jutges únics, talls, tribunals, apel·lacions, tribunals suprems, tribunals constitucionals, etc., entesos com els diversos graus de judici i apel·lació.
- El contingut:
  - sentències parcials, cautelars, interlocutòries, preliminars (sententia instructora), definitives.
  - sentència d' absolutio (descàrrega) o condemnatio (breument damnatio, també per a altres significats - condemna). Les sentències de condemna també es classifiquen segons la pena que determinen:
    - sentència de reclusió,
    - sentència de honorari,
    - sententia agendi, sentència que imposa una acció determinada (o una sèrie d'accions) com a pena per l'acte il·legal. Aquest tipus de sentència es va desenvolupar millor i es va mantenir en un ús més ampli en els sistemes de  dret consuetudinari.

## Factors a tenir en compte
En una sentència, com en qualsevol resolució, cal indicar quin és el seu caràcter: si ferm (on no pot intervenir més que els demandants i el jutge) o si en un cas contrari, hi pot intervenir algun recurs. En aquest últim cas, s'ha d'especificar molt bé el recurs que seria més adient, quin és l'òrgan davant el qual s'ha de comparèixer i quin és el termini per fer-ho.
També s'ha de tenir en compte que, després de la signatura del jutge, se sol escriure la diligència de publicació, on el secretari fa constar que el jutge ha dictat la sentència i l'ha feta pública (tot i que també pot aparèixer en un full a part).

## Fórmules característiques
En ser un document formal, la sentencia té unes formes característiques per al tractament en cada una de les parts. Així:
- Tant els fets com els raonaments jurídics s'enumeren en paràgrafs, començats per nombres ordinals (primer, segon, tercer...) com a manera d'enumeració; de manera que cada paràgraf contempla un únic punt o acord.

- En el moment de signar, la sentència acaba amb la construcció: Així ho pronuncio, ho mano i ho signo, Així ho pronuncio, mano i signo o Així ho mano i ho signo (en plural, si la sentència la supervisa un tribunal); tot i que l'ús del pronom ho és opcional

Així i tot, s'ha de recordar que la redacció del document esta feta en primera persona, ja sigui pel jutge o el tribunal.

## Filosofies
La sentència que es dicti depèn del principi filosòfic utilitzat pel tribunal i del que el sistema jurídic considera que és el propòsit del càstig. Els propòsits més comuns de la sentència són:
- Retribució
- Dissuasió
- Denúncia
- Incapacitat
- Rehabilitació
- Reparació

| Teoria                             | Objectiu de la teoria | Càstig adequat                                                                                    |
| ---------------------------------- | --- | ------------------------------------------------------------------------------------------------- |
| Retribució                         | Càstig imposat sense més motiu que la comissió d'un delicte, sobre la base que, si és proporcionat, el càstig és moralment acceptable com a resposta que satisfà a la part perjudicada, als seus afins i a la societat. | - Sentències aranzelàries - La sentència ha de ser proporcional al delicte comès.                 |
| Dissuasió                          | - Per a l'individu - l'individu és dissuadit per por de més càstigs. - Per al públic en general - els delinqüents potencials van ser advertits sobre el probable càstig.                                                | - Pena de presó - Imposició d'una forta multa - Una sentència llarga com a exemple per als altres |
| Denúncia                           | La societat expressa la seva desaprovació reforçant els límits morals | - Reflecteix la culpabilitat de l'ofensa                                                          |
| Incapacitat - protecció del públic | El delinqüent és incapaç de cometre més delictes per protegir la societat en general de la delinqüència | - Llarga pena de presó - Etiquetatge electrònic - Prohibició d'ordres                             |
| Reinserció                         | Per reformar el comportament del delinqüent | - Sentències individualitzades - Ordres de servei comunitari                                      |
| Reparació                          | Reemborsament a la (es) víctima (s) o a la comunitat | - Compensació - Treball no remunerat - Esquemes de reparació                                      |

A Anglaterra i Gal·les, l'article 142 de la Llei de justícia penal de 2003 ha especificat que en els casos en què estiguin implicats els més grans de 18 anys, els tribunals han de tenir en compte el "càstig dels delinqüents "(és a dir, la retribució), la dissuasió, la reforma i la rehabilitació, la protecció del públic i la reparació" a les persones afectades pels seus delictes ".